# Zosterops luteirostris
Zosterops luteirostris е вид птица от семейство Zosteropidae. Видът е застрашен от изчезване.

## Разпространение
Видът е разпространен в Соломоновите острови.